# Yablochkina (krater)
Yablochkina är en nedslagskrater med en diameter på 64 kilometer, på planeten Venus. Yablochkina har fått sitt namn efter den sovjetiska skådespelerskan Aleksandra Jablotjkina.